# Zentraler Omnibusbahnhof Hannover
Der Zentrale Omnibusbahnhof (ZOB) Hannover ist die zentrale Haltestelle für den nationalen und internationalen Fernbusverkehr sowie den Regionalbusverkehr von, nach und über Hannover(Hauptbahnhof/ZOB). Er liegt im Stadtteil Oststadt an der Raschplatzhochstraße im Übergang zwischen der Hamburger und Berliner Allee in direkter Nähe zum Hauptbahnhof.

## Geschichte

### Alter ZOB am Lister Dreieck

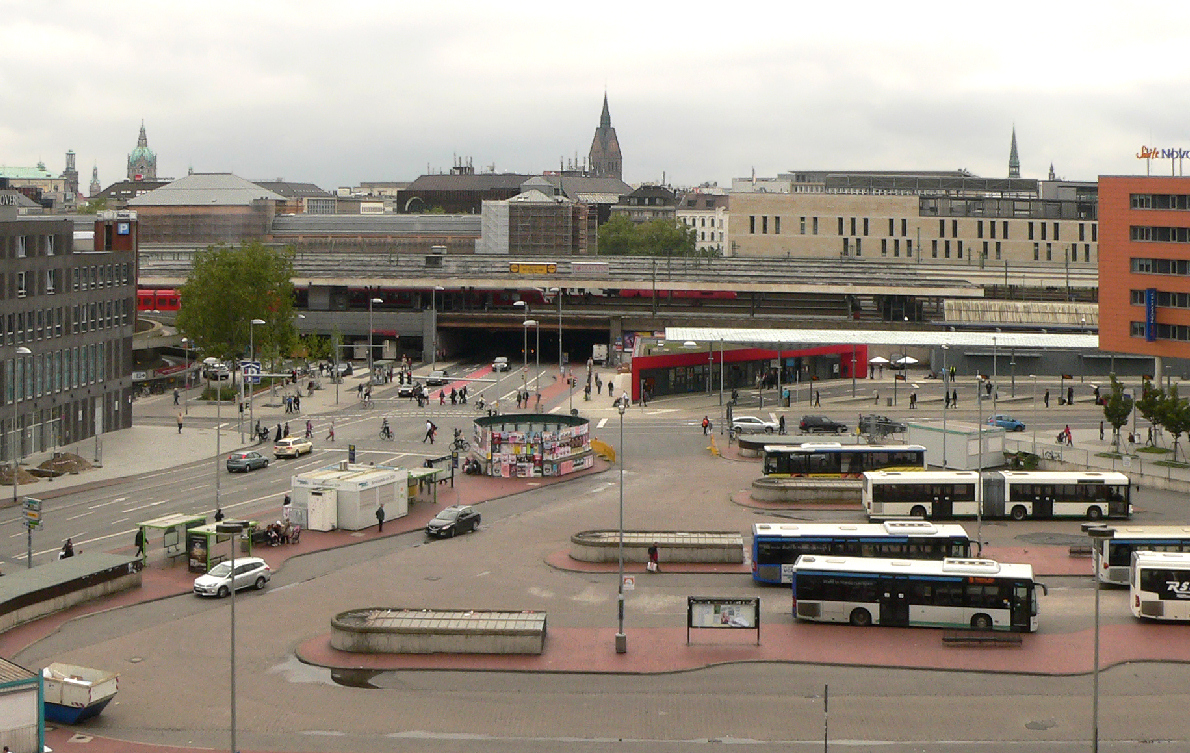
Im Vordergrund der alte ZOB Hannover, dahinter der neue ZOB Hannover mit dem flachen roten Servicecenter, 2014

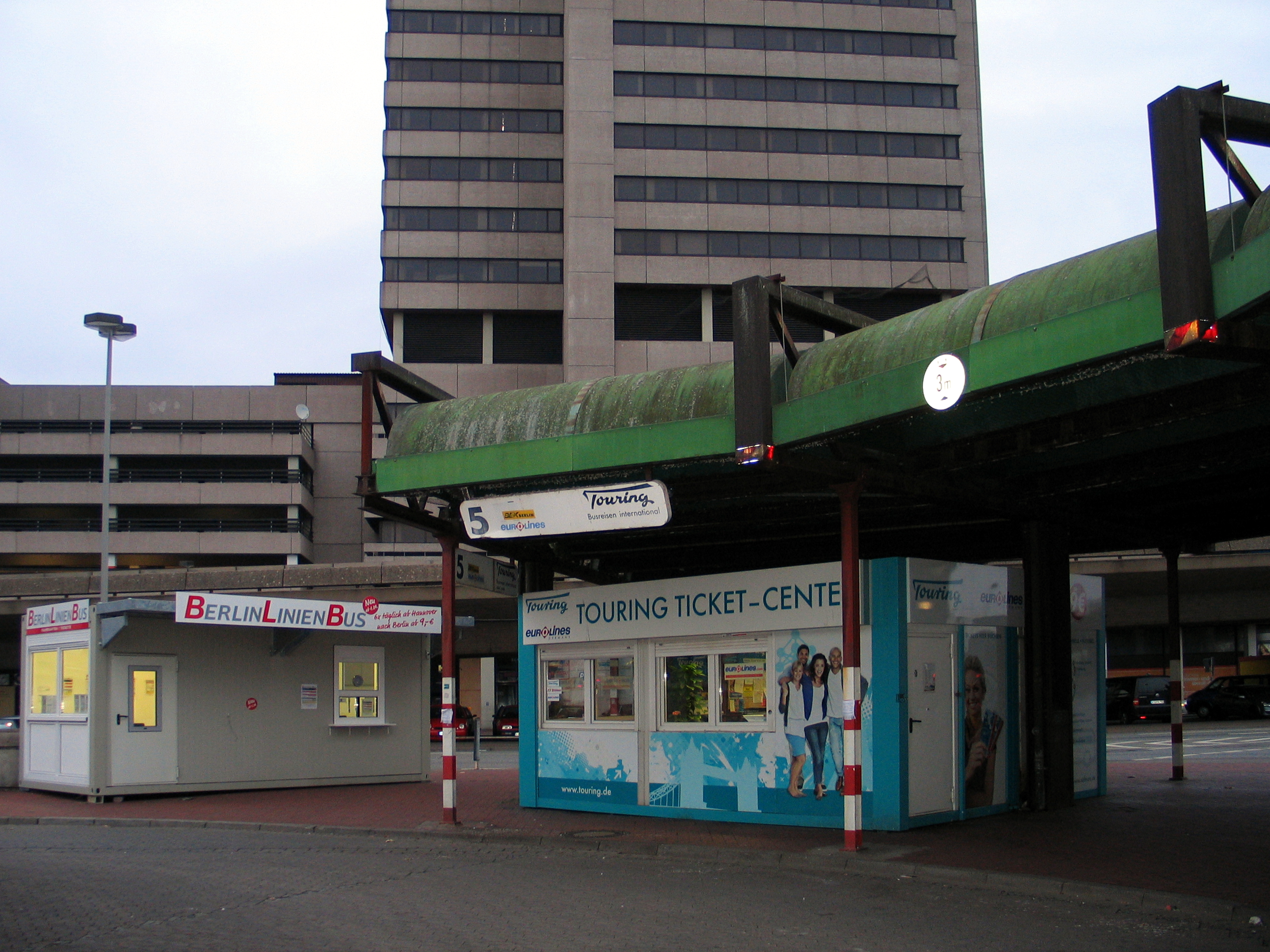
Ehemaliger Busbahnhof, im Hintergrund das Hochhaus Lister Tor, 2012

Im Zuge des Stadtbahn-Ausbaus wurde 1975 nordöstlich des Hauptbahnhofs ein zentraler Busbahnhof errichtet und am 20. Dezember 1975 eingeweiht. Das Gelände befand sich am Lister Dreieck zwischen Berliner Allee, Lister Meile und Karl-Heinrich-Ulrichs-Straße neben dem Fernmeldeturm (2000–2024 VW-Tower). Auf der rund 5000 m² großen Fläche hielten die Linien des Regionalbusverkehrs sowie Reisebusse und vereinzelte Fernbuslinien. Bis dahin hatten die verschiedenen Buslinien der Deutschen Bundesbahn am Ernst-August Platz, der Deutschen Bundespost auf der Fläche des posteigenen Postbusbahnhof (ab 1975 dann ZOB-Gelände) und von privaten Anbietern an verschiedenen Haltestellen in der Innenstadt gehalten. Es gab eine Ankunftshaltestelle und vier Abfahrtshaltestellen mit jeweils mehreren Halteplätzen. Unter dem ZOB war eine Verteilerfläche, die über zwei Gänge mit Ladengeschäften mit der Passerelle und der U-Bahn-Station verbunden war. Der Zugang war über dieses Verteilergeschoss vorgesehen. Da im Zuge des Stadtbahnausbaus immer mehr Regionalbuslinien nicht mehr bis zur Stadtmitte durchfuhren, sondern an den Stadtbahnendstellen endeten, sank die Bedeutung des ZOB. Dadurch kam das Untergeschoss immer mehr herunter, bis es geschlossen wurde und oberirdische Zugänge angelegt wurden.
Aufgrund der mangelnden Ausstattung und der nicht mehr zeitgemäßen sanitären Anlagen sowie der heruntergekommenen Optik stand der ZOB Anfang des 21. Jahrhunderts jahrelang in der Diskussion. Auch im Hinblick auf die Liberalisierung des Fernbusverkehrs in Deutschland war ein modernerer ZOB notwendig geworden. Ende 2012 wurde mit dem Abriss der Tonnendächer auf dem alten Gelände begonnen, nach der Eröffnung des neuen Busbahnhofs im September 2014 wurde das frühere Areal nicht mehr offiziell für den Busverkehr genutzt. Zunächst wurde dort ein kostenpflichtiger Kurzzeitparkplatz eingerichtet, langfristig war eine Bebauung vorgesehen.
Am 15. November 2014 fand auf dem alten ZOB-Gelände die bundesweit beachtete Veranstaltung "Europa gegen den Terror des Islamismus" der Hooligan-Gruppierung HoGeSa mit ca. 3.000 Teilnehmern, begleitet von ca. 4.000 Gegendemonstranten und 5.000 Polizisten, statt.
Anfang 2016 wurde mit der Bebauung der Fläche des alten Standortes begonnen. Bis Ende 2018 entstand an der Stelle die neue hannoversche Zentrale der Deutschen Bahn. Das achtgeschossige Gebäude sollte eine Bruttogeschossfläche von knapp 30.000 Quadratmetern haben und Platz für rund 1100 Mitarbeiter bieten. Im Mai 2019 wurde das 64 Millionen Euro teure Gebäude der Deutschen Bahn übergeben. Im Juni 2019 bezogen insgesamt 950 Mitarbeiter aus 14 Unternehmen der Deutschen Bahn die Büros des Gebäudes.

### Neubau 2014
Die Baugenehmigung für einen Neubau des ZOB wurde im September 2012 erteilt, die Kosten betrugen rund 4,3 Millionen Euro.
Das neue Gelände befindet sich neben dem des alten ZOB an der Ecke Lister Meile und Rundestraße und damit direkt an den Gleisen des Hauptbahnhofs. Der neue ZOB bietet elf Bushaltestellen und ein dreieckiges rotes Servicecenter. Im Inneren des Servicecenters bietet eine Wartehalle mit einer Fläche im mittleren zweistelligen Quadratmeter-Bereich zahlreiche Sitzgelegenheiten, Gepäckschließfächer und die Zugänge zu den sanitären Anlagen. Die lange Seite des dreieckigen Gebäudes beherbergt, nach außen zum Haltestellenbereich ausgerichtet, das Betriebsbüro des ZOB Hannover, einen Kiosk und mehrere Fahrkartenschalter verschiedener Busunternehmen. Die Kunden sind hier vor Niederschlag geschützt durch das an dieser Seite als Vordach genutzte Flachdach des Gebäudes. Teilweise schützt diesen Bereich schon das überragende 1400 m² große Glas-Flugdach, das vor allem die Bussteige überspannt und von dem Stuttgarter Architekten Werner Sobek entworfen wurde. Die Eröffnung des neuen ZOB fand am 1. September 2014 statt. Betrieben wird der neue ZOB durch die Deutsche Touring GmbH. Das Unternehmen meldete Anfang April 2017 zwar Insolvenz an, der Betrieb am ZOB in Hannover wurde jedoch zunächst unverändert fortgeführt. Im folgenden August wurde das Unternehmen CROATIA BUS / Globtour Međugorje neuer Investor im Unternehmen, der weitere Geschäftsbetrieb war gesichert und Mitarbeiter am ZOB Hannover wurden übernommen.

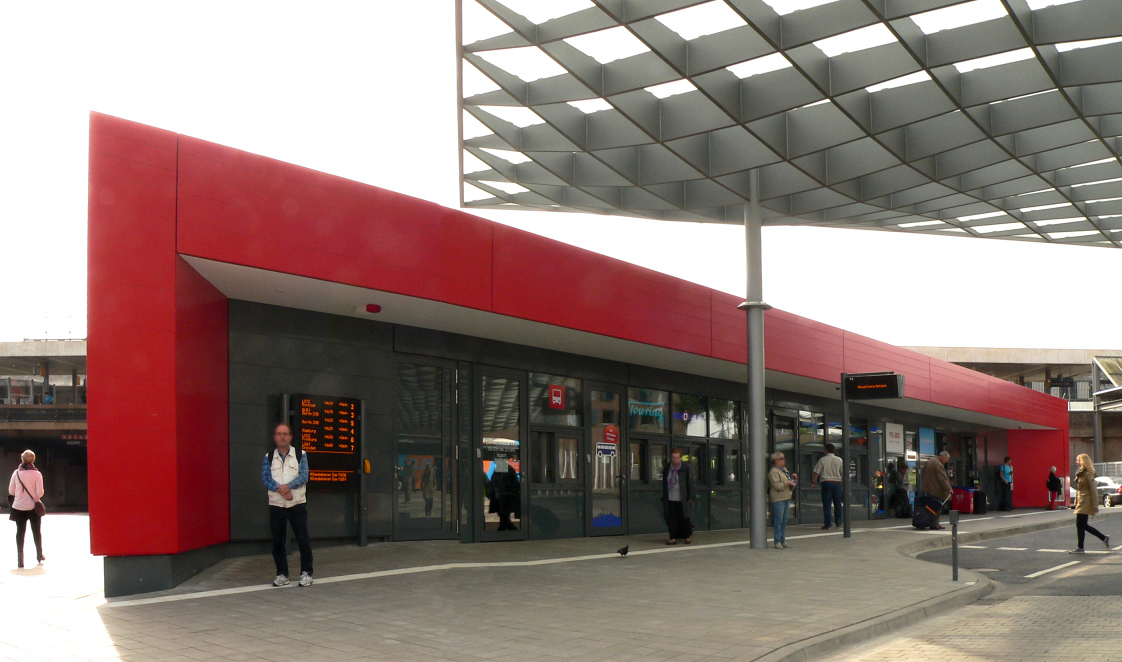
Servicegebäude des neuen ZOB
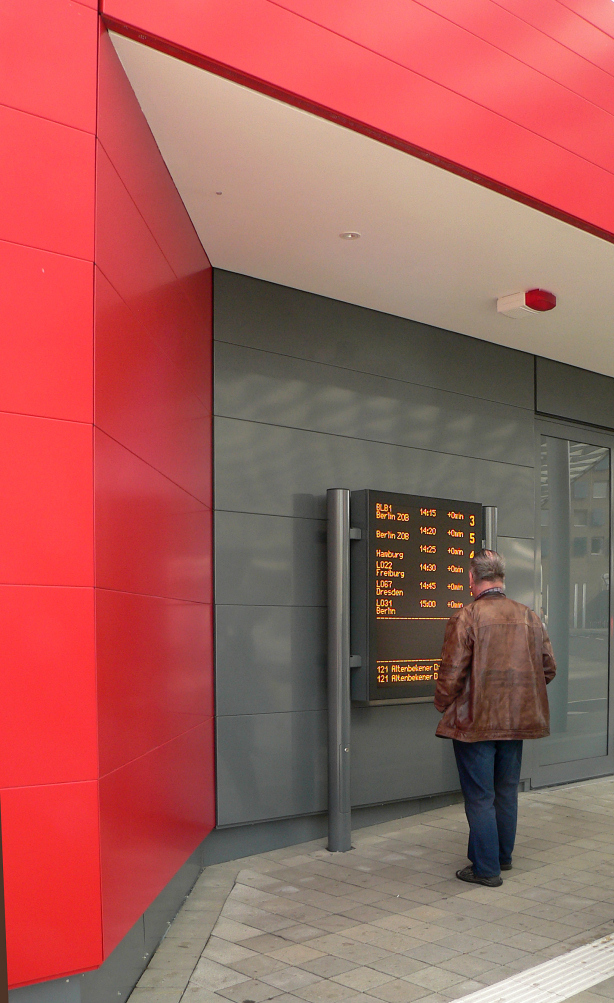
Fahrplananzeigentafel
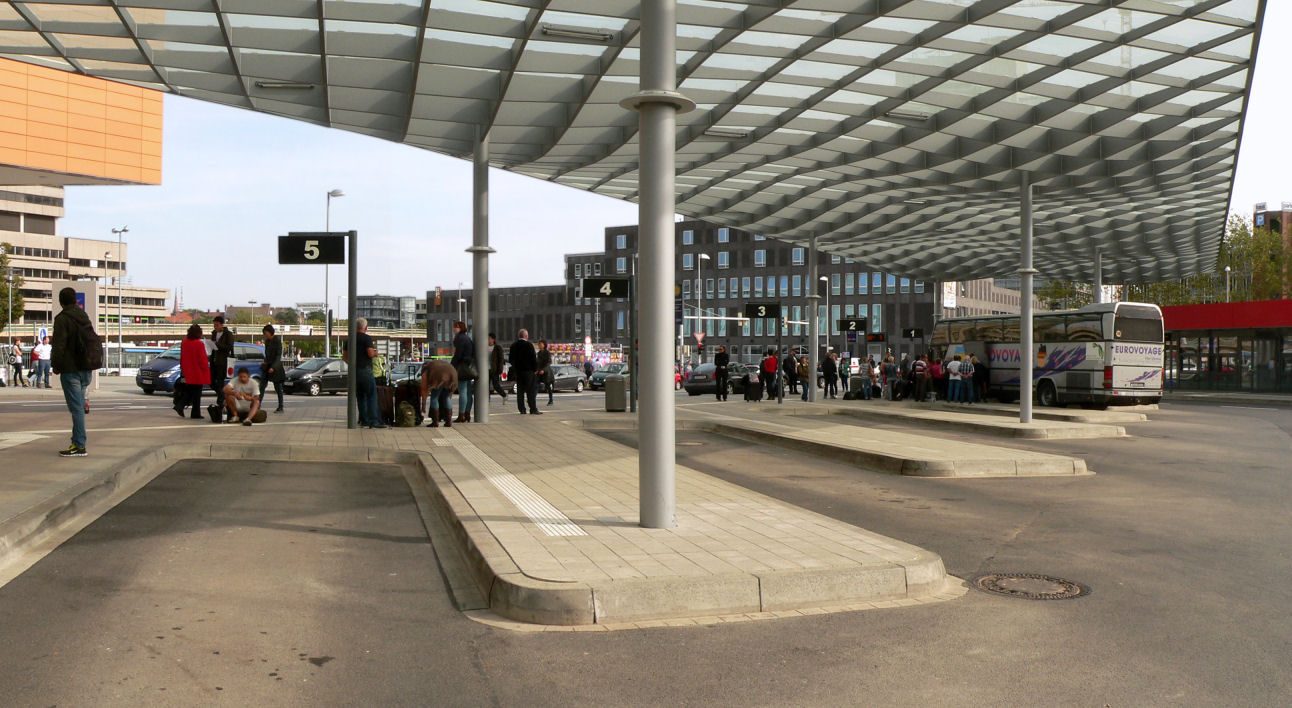
Bussteige
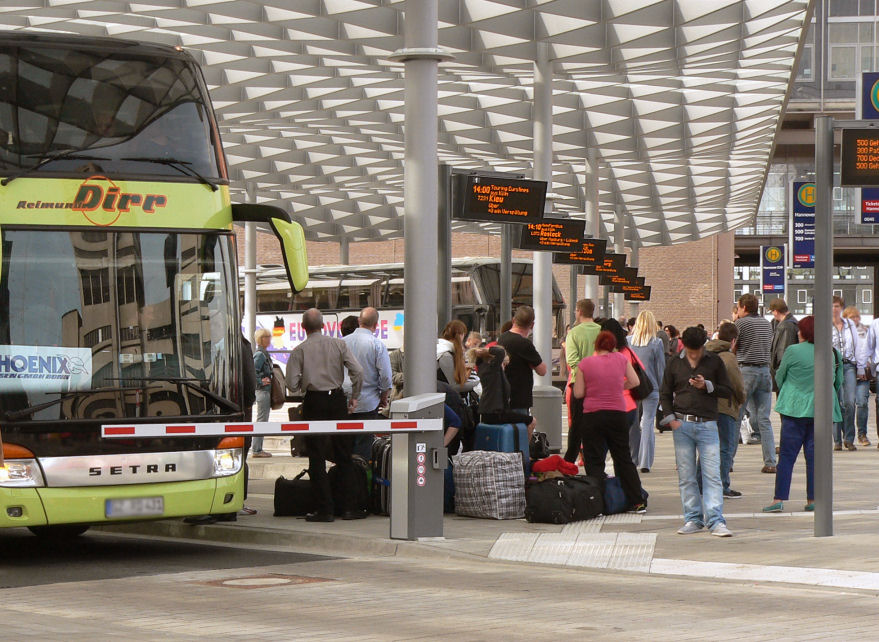
Bussteige mit Anzeigetafeln
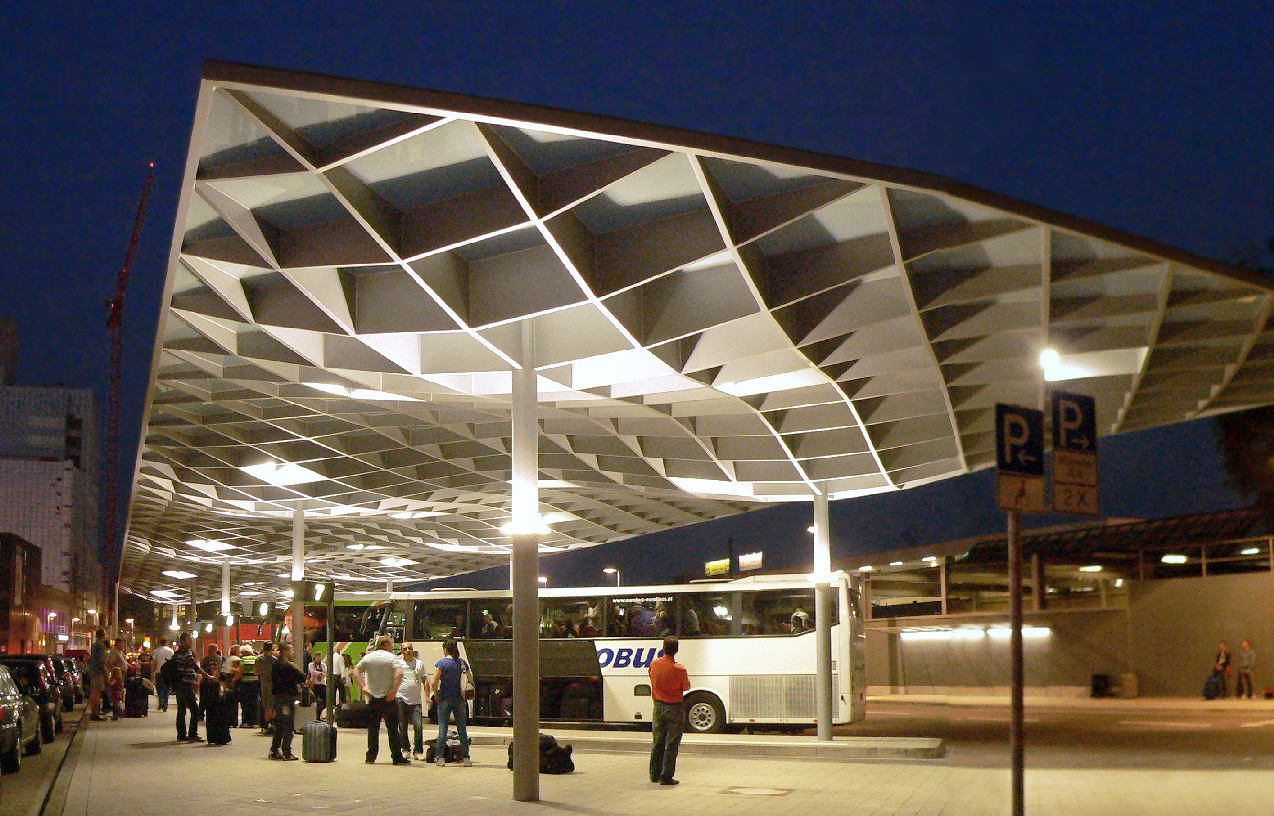
Glas-Flugdach

## Verbindungen

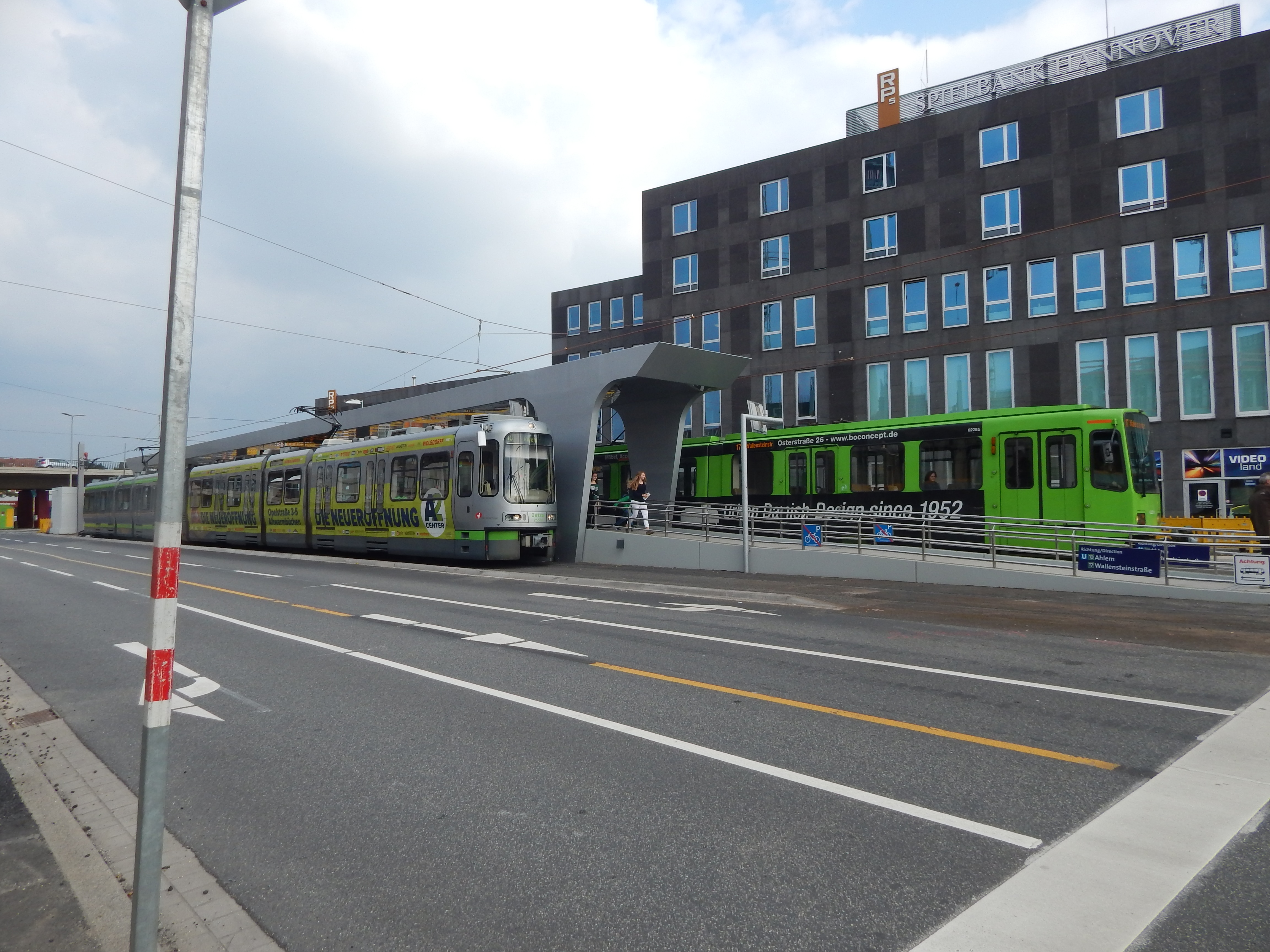
Neue Haltestelle der Stadtbahn Hauptbahnhof/ZOB, 2017

Auf dem Gelände des ZOB halten die Busse aller wichtigen Fernbuslinien, wie beispielsweise Ecolines, Flixbus und Sindbad mit zahlreichen nationalen und internationalen Reisezielen. Auch private Reiseveranstalter nutzen den ZOB.
Nach der Eröffnung des neuen ZOB befindet sich die Haltestelle der regiobus Hannover-Linien 300 (Pattensen), 500 (Gehrden), 700 (Wunstorf) und 900 (Burgdorf) in der Rundestraße. Die üstra-Linien 121, 128 und 134 halten ebenfalls hier. Die benachbarte Haltestelle Raschplatz/ZOB wird nicht mehr verwendet.
Der benachbarte Hauptbahnhof ermöglicht zudem das schnelle Umsteigen in den Nah- und Fernverkehr der Eisenbahn und der Stadtbahn. Direkt am ZOB liegt zudem die Endhaltestelle Hauptbahnhof/ZOB der Stadtbahnlinien 10 und 17.

## Medienecho (Auswahl)
- Andreas Voigt: Wichtiges Drehkreuz: Neuer ZOB kommt im August 2014 / Privater Betreiber Deutsche Touring GmbH will bis zu 2500 Gäste täglich abwickeln. In: Neue Presse (NP) vom 17. Juli 2013, S. 12
- Bernd Haase: Hannover hat einen neuen ZOB / Omnibusbahnhof erhält Wartehalle und Informationstafeln / Geplante Bauzeit und gesteckter Kostenrahmen eingehalten. In: Hannoversche Allgemeine Zeitung (HAZ) vom 2. September 2014, S. 11